# Globipes
Globipes is een geslacht van hooiwagens uit de familie Globipedidae.
De wetenschappelijke naam Globipes is voor het eerst geldig gepubliceerd door Banks in 1893. 

## Soorten
Globipes omvat de volgende 3 soorten:
- Globipes schultzei
- Globipes simplex
- Globipes spinulatus